# Notophthiracarus parilloi
Notophthiracarus parilloi är en kvalsterart som beskrevs av Wojciech Niedbała 200. Notophthiracarus parilloi ingår i släktet Notophthiracarus och familjen Phthiracaridae. Inga underarter finns listade i Catalogue of Life.